# アリ・サンチェス
アリ・ミゲル・サンチェス（Ali Miguel Sánchez, 1997年1月20日 - ）は、ベネズエラ出身のプロ野球選手（捕手）。MLBのボストン・レッドソックス所属。

## 経歴

### プロ入りとメッツ時代

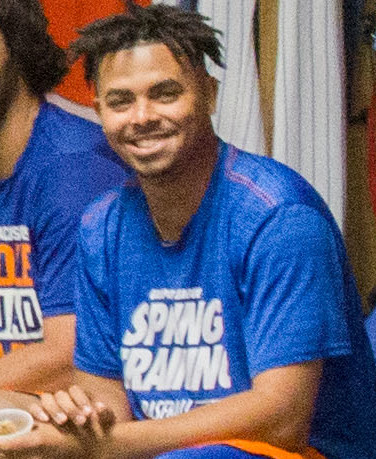
2019年、シラキュース・メッツ所属時のサンチェス

2013年7月2日にニューヨーク・メッツと契約を結んだ。
2014年はルーキーリーグのDSLメッツで打率.303、3本塁打、24打点を挙げた。
Template:Lbyはルーキーリーグのガルフコースト・メッツとキングスポート・メッツで過ごし、打率.272、20打点だった。
Template:LbyはA+級ブルックリン・サイクロンズで打率.216、11打点だった。
2017年はA級コロンビア・ファイアフライズで打率.231、1本塁打、15打点だった。
2018年はA級コロンビア、A＋級セントルーシー・メッツで打率.265、6本塁打、38打点だった。シーズン後、アリゾナ・フォールリーグのスコッツデール・スコーピオンズでプレーした。
2019年はAA級ビンガムトン・ランブルポニーズとAAA級シラキュース・メッツで、打率.261、1本塁打、3打点だった。シーズン後メジャー契約を結び40人枠入りした。
2020年8月10日、メジャーデビューした。
2021年2月10日、カリル・リーとのトレードに伴いDFAとなった。

### カージナルス時代
2021年2月12日、金銭トレードでセントルイス・カージナルスに移籍した。 4月27日にメジャーに昇格し、4打数2安打だった。
2022年は、マイナー・オプションでAAA級メンフィス・レッドバーズに配属された。6月15日にDFAとなった。

### タイガース時代
2022年6月18日、ウェイバー公示を経てデトロイト・タイガースに移籍した。マイナー・オプションでAAA級トレド・マッドヘンズに配属され、44試合に出場し、打率.268、2本塁打、21打点だった。10月14日にマイケル・パピースキーの獲得に伴いDFAとなった。

### ダイヤモンドバックス時代
2022年10月18日にウェイバー公示を経てピッツバーグ・パイレーツに移籍した。12月2日にウェイバー公示を経てアリゾナ・ダイヤモンドバックスに移籍した。12月23日にDFAとなった。2023年1月5日にマイナー契約を結びAAA級リノ・エーシズに配属された。
2023年はリノでは67試合に出場し、打率.311、11本塁打、43打点を挙げた。シーズン後の11月6日にFAとなった。

### カブス時代
2023年12月1日、ピッツバーグ・パイレーツと1年契約でメジャー契約を結んだが、2024年3月28日に複数のロースター移動に伴いDFAとなった。3月31日にウェイバー公示を経てAAA級インディアナポリス・インディアンズに配属されたが、マイナー契約を拒否しFAとなった。4月5日にシカゴ・カブスとマイナー契約を結んだ。 AAA級アイオワ・カブスでは41試合に出場し、打率.240、3本塁打、21打点だった。

### マーリンズ時代
2024年6月19日に金銭トレードでマイアミ・マーリンズに移籍した。6月21日にメジャー契約を結び、アクティブ・ロースター入りした。31試合に出場し、打率.167、4打点、2盗塁だった。9月3日にDFAとなり、9月5日にマイナー契約でAAA級ジャクソンビル・ジャンボシュリンプも配属され、10月1日にFAとなった。

### ブルージェイズ時代
2024年12月16日にトロント・ブルージェイズとマイナー契約を結んだ。 
2025年の開幕はAAA級バッファロー・バイソンズで迎えた。28試合に出場し、打率.253、5本塁打、15打点だった。5月25日もメジャー契約を結び、アクティブ・ロースター入りした。 5試合に出場し11打数2安打(.182)だった。6月3日にDFAとなり、AAA級バッファローに配属された。6月5日にFAとなったが、再びマイナー契約を結んだ。7月27日に再びメジャー契約を結びアクティブ・ロースター入りした。 3試合に出場し、10打数3安打だったが、8月5日にDFAとなった。

### レッドソックス時代
2025年8月8日にウェイバー公示を経て、ボストン・レッドソックスに移籍した。8月18日にナサニエル・ロウとのメジャー契約に伴いDFAとなった。

## 詳細情報

### 年度別打撃成績
| 年 度    | 球 団    | 試 合 | 打 席 | 打 数 | 得 点 | 安 打 | 二 塁 打 | 三 塁 打 | 本 塁 打 | 塁 打 | 打 点 | 盗 塁 | 盗 塁 死 | 犠 打 | 犠 飛 | 四 球 | 敬 遠 | 死 球 | 三 振 | 併 殺 打 | 打 率 | 出 塁 率 | 長 打 率 | O P S |
| -------- | -------- | ----- | ----- | ----- | ----- | ----- | -------- | -------- | -------- | ----- | ----- | ----- | -------- | ----- | ----- | ----- | ----- | ----- | ----- | -------- | ----- | -------- | -------- | ----- |
| 2020     | NYM      | 5     | 10    | 9     | 0     | 1     | 0        | 0        | 0        | 1     | 0     | 0     | 0        | 0     | 0     | 1     | 0     | 0     | 3     | 2        | .111  | .200     | .111     | .311  |
| 2021     | STL      | 2     | 4     | 4     | 0     | 2     | 2        | 0        | 0        | 4     | 0     | 0     | 0        | 0     | 0     | 0     | 0     | 0     | 0     | 0        | .500  | .500     | 1.000    | 1.500 |
| 2024     | MIA      | 31    | 96    | 84    | 5     | 14    | 2        | 0        | 0        | 16    | 4     | 2     | 1        | 6     | 1     | 4     | 0     | 1     | 24    | 2        | .167  | .211     | .190     | .401  |
| MLB：3年 | MLB：3年 | 38    | 110   | 97    | 5     | 17    | 4        | 0        | 0        | 21    | 4     | 2     | 1        | 6     | 1     | 5     | 0     | 1     | 27    | 4        | .175  | .221     | .216     | .438  |

- 2024年度シーズン終了時

### 背番号
- 70（2020年）
- 41（2021年）
- 47（2024年）
- 20（2025年 - 同年途中）
- 18（2025年途中 - 同年8月17日）